# Zethlinger Gruppe
Die Zethlinger Gruppe ist eine frühe Gruppe Langobarden der späten römischen Kaiserzeit und frühen Völkerwanderungszeit im Mittelelbe-Saalegebiet in Mitteldeutschland. Diese frühen Langobarden, ein elbgermanischer Stamm, lebten nachweislich in dieser Region. Mutmaßlich um das Jahr 166 wanderte die Gruppe ins Römische Reich ab. Die archäologische Gruppe wurde nach ihrem größten Gräberfeld am Zethlinger Mühlenberg benannt.
Gräberfeld von Zethlingen
Das Brandgräberfeld vom Zethlinger Mühlenberg, in die späte Römische Kaiserzeit und frühe Völkerwanderungszeit datiert, wurde seither größtenteils ergraben und untersucht. Nach dem Gräberfeld von Zethlingen wurden die frühen Langobarden im Mittelelbe-Saalegebiet von der Forschung (Berthold Schmidt) als Zethlinger Gruppe benannt.